# Coupe du monde de biathlon 2012-2013
Navigation
Édition précédente Édition suivante
La 36e édition de la Coupe du monde de biathlon a eu lieu du 24 novembre 2012 au 17 mars 2013. Le circuit comprend 10 destinations exclusivement européennes. Les championnats du monde (comptants également pour la Coupe du monde) ont lieu à Nové Město na Moravě (Tchéquie) du 6 février au 17 février 2013. Cette édition a vu le premier Grand Chelem de Martin Fourcade, le second sera réalisé lors de la saison 2015-2016.

## Attribution des points
| Place  | 1  | 2  | 3  | 4  | 5  | 6  | 7  | 8  | 9  | 10 | 11 | 12 | 13 | 14 | 15 | 16 | 17 | 18 | 19 | 20 | 21 | 22 | 23 | 24 | 25 | 26 | 27 | 28 | 29 | 30 | 31 | 32 | 33 | 34 | 35 | 36 | 37 | 38 | 39 | 40 |
| ------ | -- | -- | -- | -- | -- | -- | -- | -- | -- | -- | -- | -- | -- | -- | -- | -- | -- | -- | -- | -- | -- | -- | -- | -- | -- | -- | -- | -- | -- | -- | -- | -- | -- | -- | -- | -- | -- | -- | -- | -- |
| Points | 60 | 54 | 48 | 43 | 40 | 38 | 36 | 34 | 32 | 31 | 30 | 29 | 28 | 27 | 26 | 25 | 24 | 23 | 22 | 21 | 20 | 19 | 18 | 17 | 16 | 15 | 14 | 13 | 12 | 11 | 10 | 9  | 8  | 7  | 6  | 5  | 4  | 3  | 2  | 1  |

## Classements

### Classement général
Le classement général prend en compte seulement les 24 meilleurs résultats de chaque biathlète sur les 26 épreuves.
| Rang | Nom                  | Points | Victoire(s) |
| ---- | -------------------- | ------ | ----------- |
| 1    | Martin Fourcade      | 1248   | 10          |
| 2    | Emil Hegle Svendsen  | 827    | 3           |
| 3    | Dominik Landertinger | 715    |             |
| 4    | Jakov Fak            | 709    | 2           |
| 5    | Andreas Birnbacher   | 691    | 2           |
| 6    | Evgeny Ustyugov      | 677    |             |
| 7    | Fredrik Lindström    | 654    |             |
| 8    | Dmitry Malyshko      | 645    | 2           |
| 9    | Anton Shipulin       | 618    | 2           |
| 10   | Tim Burke            | 615    |             |

| Rang | Nom                | Points | Victoire(s) |
| ---- | ------------------ | ------ | ----------- |
| 1    | Tora Berger        | 1234   | 11          |
| 2    | Darya Domracheva   | 924    | 3           |
| 3    | Andrea Henkel      | 856    |             |
| 4    | Marie Dorin-Habert | 843    |             |
| 5    | Kaisa Mäkäräinen   | 834    |             |
| 6    | Gabriela Soukalova | 800    | 4           |
| 7    | Anastasia Kuzmina  | 769    | 1           |
| 8    | Olena Pidhrushna   | 764    | 1           |
| 9    | Miriam Gössner     | 746    | 3           |
| 10   | Vita Semerenko     | 739    |             |

### Coupe des Nations
| Rang | Nation     | Points |
| ---- | ---------- | ------ |
| 1    | Russie     | 7749   |
| 2    | Norvège    | 7692   |
| 3    | France     | 7656   |
| 4    | Allemagne  | 7227   |
| 5    | Autriche   | 6905   |
| 6    | Tchéquie   | 6517   |
| 7    | Suède      | 6244   |
| 8    | Italie     | 6020   |
| 9    | Ukraine    | 6000   |
| 10   | États-Unis | 5578   |

| Rang | Nation      | Points |
| ---- | ----------- | ------ |
| 1    | Norvège     | 7626   |
| 2    | Allemagne   | 7556   |
| 3    | Russie      | 7392   |
| 4    | Ukraine     | 7386   |
| 5    | France      | 7058   |
| 6    | Biélorussie | 6471   |
| 7    | Pologne     | 6426   |
| 8    | Italie      | 6177   |
| 9    | Tchéquie    | 6015   |
| 10   | Slovaquie   | 5443   |

### Classement par discipline

#### Individuel
| Rang | Nom                  | Points |
| ---- | -------------------- | ------ |
| 1    | Martin Fourcade      | 180    |
| 2    | Andreas Birnbacher   | 104    |
| 3    | Tim Burke            | 102    |
| 4    | Dominik Landertinger | 100    |
| 5    | Ondřej Moravec       | 97     |

| Rang | Nom               | Points |
| ---- | ----------------- | ------ |
| 1    | Tora Berger       | 168    |
| 2    | Andrea Henkel     | 131    |
| 3    | Darya Domracheva  | 122    |
| 4    | Olga Zaitseva     | 107    |
| 5    | Anastasia Kuzmina | 104    |

#### Sprint
| Rang | Nom                 | Points |
| ---- | ------------------- | ------ |
| 1    | Martin Fourcade     | 484    |
| 2    | Emil Hegle Svendsen | 315    |
| 3    | Evgeny Ustyugov     | 313    |
| 4    | Jakov Fak           | 302    |
| 5    | Simon Eder          | 260    |

| Rang | Nom                | Points |
| ---- | ------------------ | ------ |
| 1    | Tora Berger        | 428    |
| 2    | Darya Domracheva   | 351    |
| 3    | Miriam Gössner     | 337    |
| 4    | Marie Dorin-Habert | 325    |
| 5    | Kaisa Mäkäräinen   | 324    |

#### Poursuite
| Rang | Nom                 | Points |
| ---- | ------------------- | ------ |
| 1    | Martin Fourcade     | 388    |
| 2    | Emil Hegle Svendsen | 287    |
| 3    | Anton Shipulin      | 247    |
| 4    | Fredrik Lindström   | 240    |
| 5    | Dmitry Malyshko     | 231    |

| Rang | Nom                | Points |
| ---- | ------------------ | ------ |
| 1    | Tora Berger        | 417    |
| 2    | Andrea Henkel      | 279    |
| 3    | Marie Dorin-Habert | 277    |
| 4    | Olena Pidhrushna   | 265    |
| 5    | Kaisa Mäkäräinen   | 255    |

#### Départ Groupé
| Rang | Nom                 | Points |
| ---- | ------------------- | ------ |
| 1    | Martin Fourcade     | 248    |
| 2    | Emil Hegle Svendsen | 182    |
| 3    | Tim Burke           | 167    |
| 4    | Andreas Birnbacher  | 163    |
| 5    | Ondřej Moravec      | 162    |

| Rang | Nom                | Points |
| ---- | ------------------ | ------ |
| 1    | Tora Berger        | 262    |
| 2    | Darya Domracheva   | 200    |
| 3    | Vita Semerenko     | 185    |
| 4    | Marie Dorin-Habert | 175    |
| 5    | Kaisa Mäkäräinen   | 171    |

#### Relais
| Rang | Nation    | Points |
| ---- | --------- | ------ |
| 1    | Russie    | 305    |
| 2    | Norvège   | 302    |
| 3    | France    | 296    |
| 4    | Allemagne | 267    |
| 5    | Autriche  | 243    |

| Rang | Nation    | Points |
| ---- | --------- | ------ |
| 1    | Norvège   | 314    |
| 2    | Ukraine   | 298    |
| 3    | Allemagne | 294    |
| 4    | Russie    | 277    |
| 5    | France    | 258    |

| Rang | Nation   | Points |
| ---- | -------- | ------ |
| 1    | Norvège  | 114    |
| 2    | Russie   | 98     |
| 3    | Tchéquie | 96     |
| 4    | France   | 94     |
| 5    | Italie   | 79     |

### Globes de cristal et titres mondiaux
| Disciplines       | Globes de cristal | Champions du monde  |
| ----------------- | ----------------- | ------------------- |
| Général           | Martin Fourcade   |                     |
| Coupe des Nations | Russie            |                     |
| Individuel        | Martin Fourcade   | Martin Fourcade     |
| Sprint            | Martin Fourcade   | Emil Hegle Svendsen |
| Poursuite         | Martin Fourcade   | Emil Hegle Svendsen |
| Départ Groupé     | Martin Fourcade   | Tarjei Bø           |
| Relais            | Russie            | Norvège             |

| Disciplines       | Globes de cristal | Championnes du monde |
| ----------------- | ----------------- | -------------------- |
| Général           | Tora Berger       |                      |
| Coupe des Nations | Norvège           |                      |
| Individuel        | Tora Berger       | Tora Berger          |
| Sprint            | Tora Berger       | Olena Pidhrushna     |
| Poursuite         | Tora Berger       | Tora Berger          |
| Départ Groupé     | Tora Berger       | Darya Domracheva     |
| Relais            | Norvège           | Norvège              |

|              | \| Discipline \| Globe de cristal \| Champion du monde \| \| ------------ \| ---------------- \| ----------------- \| \| Relais mixte \| Norvège \| Norvège \| |                   |
| Discipline   | Globe de cristal | Champion du monde |
| Relais mixte | Norvège | Norvège           |

## Calendrier et podiums

### Femmes
| 1. Östersund (24 novembre 2012 - 2 décembre 2012) |                    |             |                  |                     |
| Date                                              | Épreuve            | Vainqueur   | Seconde          | Troisième           |
| 29/11/2012                                        | Individuel (15 km) | Tora Berger | Darya Domracheva | Ekaterina Glazyrina |
| 1/12/2012                                         | Sprint (7,5 km)    | Tora Berger | Olena Pidhrushna | Olga Vilukhina      |
| 2/12/2012                                         | Poursuite (10 km)  | Tora Berger | Darya Domracheva | Andrea Henkel       |

| 2. Hochfilzen (5 décembre 2012 - 9 décembre 2012) |                   |                                                                                 |                                                                              |                                                                                     |
| Date                                              | Épreuve           | Vainqueur                                                                       | Seconde                                                                      | Troisième                                                                           |
| 7/12/2012                                         | Sprint (7,5 km)   | Darya Domracheva                                                                | Kaisa Mäkäräinen                                                             | Tora Berger                                                                         |
| 8/12/2012                                         | Poursuite (10 km) | Synnøve Solemdal                                                                | Tora Berger                                                                  | Kaisa Mäkäräinen                                                                    |
| 9/12/2012                                         | Relais (4 × 6 km) | Norvège- Fanny Welle-Strand Horn - Synnøve Solemdal - Hilde Fenne - Tora Berger | Ukraine - Vita Semerenko - Valj Semerenko - Juliya Dzhyma - Olena Pidhrushna | Russie - Ekaterina Glazyrina - Olga Zaïtseva - Ekaterina Shumilova - Olga Vilukhina |

| 3. Pokljuka (12 décembre 2012 - 16 décembre 2012) |                         |                    |                    |                    |
| Date                                              | Épreuve                 | Vainqueur          | Seconde            | Troisième          |
| 14/12/2012                                        | Sprint (7,5 km)         | Gabriela Soukalová | Miriam Gössner     | Nadezhda Skardino  |
| 15/12/2012                                        | Poursuite (10 km)       | Miriam Gössner     | Gabriela Soukalová | Marie Dorin Habert |
| 16/12/2012                                        | Départ Groupé (12,5 km) | Tora Berger        | Miriam Gössner     | Gabriela Soukalová |

| 4. Oberhof (1er janvier 2013 - 6 janvier 2013) |                   |                                                                             |                                                                                  |                                                                                    |
| Date                                           | Épreuve           | Vainqueur                                                                   | Seconde                                                                          | Troisième                                                                          |
| 3/1/2013                                       | Relais (4 × 6 km) | Ukraine- Juliya Dzhyma - Valj Semerenko - Olena Pidhrushna - Vita Semerenko | France- Marie-Laure Brunet - Anaïs Bescond - Sophie Boilley - Marie Dorin-Habert | Allemagne- Tina Bachmann - Miriam Gössner - Franziska Hildebrand - Nadine Horchler |
| 5/1/2013                                       | Sprint (7,5 km)   | Miriam Gössner                                                              | Tora Berger                                                                      | Andrea Henkel                                                                      |
| 6/1/2013                                       | Poursuite (10 km) | Olga Zaïtseva                                                               | Veronika Vitková                                                                 | Valj Semerenko                                                                     |

| 5. Ruhpolding (8 janvier 2012 - 13 janvier 2013) |                         |                                                                                     |                                                                                     |                                                                                        |
| Date                                             | Épreuve                 | Vainqueur                                                                           | Seconde                                                                             | Troisième                                                                              |
| 9/1/2013                                         | Relais (4 × 6 km)       | Norvège- Hilde Fenne - Ann Kristin Aafedt Flatland - Synnøve Solemdal - Tora Berger | Russie - Ekaterina Glazyrina - Olga Vilukhina - Ekaterina Shumilova - Olga Zaïtseva | Tchéquie - Veronika Vitková - Gabriela Soukalová - Kristyna Cerna - Veronika Zvaricova |
| 11/1/2013                                        | Sprint (7,5 km)         | Miriam Gössner                                                                      | Darya Domracheva                                                                    | Kaisa Mäkäräinen                                                                       |
| 13/1/2013                                        | Départ Groupé (12,5 km) | Tora Berger                                                                         | Darya Domracheva                                                                    | Olga Zaïtseva                                                                          |

| 6. Antholz (16 janvier 2013 - 20 janvier 2013) |                   |                                                                                    |                                                                                     |                                                                                  |
| Date                                           | Épreuve           | Vainqueur                                                                          | Seconde                                                                             | Troisième                                                                        |
| 17/1/2013                                      | Sprint (7,5 km)   | Anastasiya Kuzmina                                                                 | Kaisa Mäkäräinen                                                                    | Darya Domracheva                                                                 |
| 19/1/2013                                      | Poursuite (10 km) | Tora Berger                                                                        | Olena Pidhrushna                                                                    | Kaisa Mäkäräinen                                                                 |
| 20/1/2013                                      | Relais (4 × 6 km) | Allemagne- Franziska Hildebrand - Miriam Gössner - Nadine Horchler - Andrea Henkel | Russie - Ekaterina Glazyrina - Olga Zaïtseva - Ekaterina Shumilova - Olga Vilukhina | France- Anaïs Bescond - Sophie Boilley - Marie-Laure Brunet - Marie Dorin-Habert |

|                                                                                      |                         |                                                                              |                                                                             |                                                                            |
| Championnats du monde 2013 à Nové Město na Moravě (6 février 2013 - 17 février 2013) |                         |                                                                              |                                                                             |                                                                            |
| Date                                                                                 | Épreuve                 | Vainqueur                                                                    | Seconde                                                                     | Troisième                                                                  |
| 9/2/2013                                                                             | Sprint (7,5 km)         | Olena Pidhrushna                                                             | Tora Berger                                                                 | Vita Semerenko                                                             |
| 10/2/2013                                                                            | Poursuite (10 km)       | Tora Berger                                                                  | Krystyna Pałka                                                              | Olena Pidhrushna                                                           |
| 13/2/20113                                                                           | Individuel (15 km)      | Tora Berger                                                                  | Andrea Henkel                                                               | Valj Semerenko                                                             |
| 15/2/2013                                                                            | Relais (4 × 6 km)       | Norvège- Hilde Fenne - Ann Kristin Flatland - Synnøve Solemdal - Tora Berger | Ukraine- Juliya Dzhyma - Vita Semerenko - Valj Semerenko - Olena Pidhrushna | Italie- Dorothea Wierer - Nicole Gontier - Michela Ponza - Karin Oberhofer |
| 17/2/2013                                                                            | Départ Groupé (12,5 km) | Darya Domracheva                                                             | Tora Berger                                                                 | Monika Hojnisz                                                             |
|                                                                                      |                         |                                                                              |                                                                             |                                                                            |

| 7. Oslo-Holmenkollen (27 février 2013 - 3 mars 2013) |                         |             |                    |                    |
| Date                                                 | Épreuve                 | Vainqueur   | Seconde            | Troisième          |
| 1/3/2013                                             | Sprint (7,5 km)         | Tora Berger | Darya Domracheva   | Anastasiya Kuzmina |
| 2/3/2013                                             | Poursuite (10 km)       | Tora Berger | Marie Dorin Habert | Anastasiya Kuzmina |
| 3/3/2013                                             | Départ Groupé (12,5 km) | Tora Berger | Anastasiya Kuzmina | Darya Domracheva   |

| 8. Sotchi (4 mars 2013 - 10 mars 2013) |                    |                                                                                       |                                                                                |                                                                           |
| Date                                   | Épreuve            | Vainqueur                                                                             | Seconde                                                                        | Troisième                                                                 |
| 7/3/2013                               | Individuel (15 km) | Darya Domracheva                                                                      | Olga Zaïtseva                                                                  | Tora Berger                                                               |
| 9/3/2013                               | Sprint (7,5 km)    | Magdalena Gwizdoń                                                                     | Anastasiya Kuzmina                                                             | Tora Berger                                                               |
| 10/3/2013                              | Relais (4 × 6 km)  | Allemagne- Andrea Henkel - Evi Sachenbacher-Stehle - Miriam Gössner - Laura Dahlmeier | Ukraine - Juliya Dzhyma - Olena Pidhrushna - Valj Semerenko - Mariya Panfilova | Norvège- Hilde Fenne - Tiril Eckhoff - Ann Kristin Flatland - Tora Berger |

| 9. Khanty-Mansiïsk (11 mars 2013 - 17 mars 2013) |                         |                    |                    |                  |
| Date                                             | Épreuve                 | Vainqueur          | Seconde            | Troisième        |
| 14/3/2013                                        | Sprint (7,5 km)         | Gabriela Soukalová | Andrea Henkel      | Miriam Gössner   |
| 16/3/2013                                        | Poursuite (10 km)       | Gabriela Soukalová | Olga Vilukhina     | Tora Berger      |
| 17/3/2013                                        | Départ Groupé (12,5 km) | Gabriela Soukalová | Marie Dorin Habert | Kaisa Mäkäräinen |

### Hommes
| 1. Östersund (24 novembre 2012 - 2 décembre 2012) |                     |                         |                      |                  |
| Date                                              | Épreuve             | Vainqueur               | Second               | Troisième        |
| 28/11/2012                                        | Individuel (20 km)  | Martin Fourcade         | Dominik Landertinger | Erik Lesser      |
| 1/12/2012                                         | Sprint (10 km)      | Jean-Philippe Leguellec | Alexis Bœuf          | Christoph Sumann |
| 2/12/2012                                         | Poursuite (12,5 km) | Martin Fourcade         | Andreas Birnbacher   | Anton Shipulin   |

| 2. Hochfilzen (5 décembre 2012 - 9 décembre 2012) |                     | |                                                                               |                                                                               |
| Date                                              | Épreuve             | Vainqueur                                                                                               | Second                                                                        | Troisième                                                                     |
| 7/12/2012                                         | Sprint (10 km)      | Andreas Birnbacher                                                                                      | Martin Fourcade                                                               | Jakov Fak                                                                     |
| 8/12/2012                                         | Poursuite (12,5 km) | Jakov Fak                                                                                               | Dmitry Malyshko                                                               | Martin Fourcade                                                               |
| 9/12/2012                                         | Relais (4 × 7,5 km) | Norvège - Lars Helge Birkeland - Ole Einar Bjørndalen - Vetle Sjåstad Christiansen - Henrik L'Abée-Lund | France - Vincent Jay - Jean-Guillaume Béatrix - Alexis Bœuf - Martin Fourcade | Russie - Anton Shipulin - Andrei Makoveev - Evgeny Ustyugov - Dmitry Malyshko |

| 3. Pokljuka (12 décembre 2012 - 16 décembre 2012) |                       |                     |                     |                 |
| Date                                              | Épreuve               | Vainqueur           | Second              | Troisième       |
| 13/12/2012                                        | Sprint (10 km)        | Jakov Fak           | Emil Hegle Svendsen | Martin Fourcade |
| 15/12/2012                                        | Poursuite (12,5 km)   | Emil Hegle Svendsen | Ondřej Moravec      | Martin Fourcade |
| 16/12/2012                                        | Départ Groupé (15 km) | Andreas Birnbacher  | Jakov Fak           | Tim Burke       |

| 4. Oberhof (1er janvier 2013 - 6 janvier 2013) |                     |                                                                               |                                                                                               |                                                                      |
| Date                                           | Épreuve             | Vainqueur                                                                     | Second                                                                                        | Troisième                                                            |
| 4/1/2013                                       | Relais (4 × 7,5 km) | Russie- Alexey Volkov - Evgeniy Garanichev - Anton Shipulin - Dmitry Malyshko | Norvège- Henrik L'Abée-Lund - Ole Einar Bjørndalen - Erlend Bjøntegaard - Emil Hegle Svendsen | Allemagne- Simon Schempp - Erik Lesser - Arnd Peiffer - Florian Graf |
| 5/1/2013                                       | Sprint (10 km)      | Dmitry Malyshko                                                               | Evgeniy Garanichev                                                                            | Emil Hegle Svendsen                                                  |
| 6/1/2013                                       | Poursuite (12,5 km) | Dmitry Malyshko                                                               | Evgeniy Garanichev                                                                            | Ondřej Moravec                                                       |

| 5. Ruhpolding (8 janvier 2013 - 13 janvier 2013) |                       |                                                                                 |                                                                                      |                                                                                   |
| Date                                             | Épreuve               | Vainqueur                                                                       | Second                                                                               | Troisième                                                                         |
| 10/1/2013                                        | Relais (4 × 7,5 km)   | France- Simon Fourcade - Jean-Guillaume Béatrix - Alexis Bœuf - Martin Fourcade | Norvège- Lars Helge Birkeland - Tarjei Bø - Henrik L'Abée-Lund - Emil Hegle Svendsen | Autriche- Simon Eder - Friedrich Pinter - Dominik Landertinger - Christoph Sumann |
| 12/1/2013                                        | Sprint (10 km)        | Martin Fourcade                                                                 | Evgeny Ustyugov                                                                      | Andrei Makoveev                                                                   |
| 13/1/2013                                        | Départ Groupé (15 km) | Martin Fourcade                                                                 | Dmitry Malyshko                                                                      | Emil Hegle Svendsen                                                               |

| 6. Antholz (16 janvier 2013 - 20 janvier 2013) |                     |                                                                                 |                                                                                 |                                                                                    |
| Date                                           | Épreuve             | Vainqueur                                                                       | Second                                                                          | Troisième                                                                          |
| 18/1/2013                                      | Sprint (10 km)      | Anton Shipulin                                                                  | Emil Hegle Svendsen                                                             | Jakov Fak                                                                          |
| 19/1/2013                                      | Poursuite (12,5 km) | Anton Shipulin                                                                  | Jakov Fak                                                                       | Daniel Mesotitsch                                                                  |
| 20/1/2013                                      | Relais (4 × 7,5 km) | France- Simon Fourcade - Jean-Guillaume Béatrix - Alexis Bœuf - Martin Fourcade | Russie- Anton Shipulin - Evgeny Ustyugov - Evgeniy Garanichev - Dmitry Malyshko | Autriche- Simon Eder - Christoph Sumann - Daniel Mesotitsch - Dominik Landertinger |

|                                                                                      |                       |                                                                                      |                                                                                 |                                                                            |
| Championnats du monde 2013 à Nové Město na Moravě (6 février 2013 - 17 février 2013) |                       |                                                                                      |                                                                                 |                                                                            |
| Date                                                                                 | Épreuve               | Vainqueur                                                                            | Second                                                                          | Troisième                                                                  |
| 9/2/2013                                                                             | Sprint (10 km)        | Emil Hegle Svendsen                                                                  | Martin Fourcade                                                                 | Jakov Fak                                                                  |
| 10/2/2013                                                                            | Poursuite (12,5 km)   | Emil Hegle Svendsen                                                                  | Martin Fourcade                                                                 | Anton Shipulin                                                             |
| 14/2/2013                                                                            | Individuel (20 km)    | Martin Fourcade                                                                      | Tim Burke                                                                       | Fredrik Lindström                                                          |
| 16/2/2013                                                                            | Relais (4 × 7,5 km)   | Norvège- Ole Einar Bjørndalen - Henrik L'Abée-Lund - Tarjei Bø - Emil Hegle Svendsen | France- Simon Fourcade - Jean-Guillaume Béatrix - Alexis Bœuf - Martin Fourcade | Allemagne- Simon Schempp - Andreas Birnbacher - Arnd Peiffer - Erik Lesser |
| 17/2/2013                                                                            | Départ Groupé (15 km) | Tarjei Bø                                                                            | Anton Shipulin                                                                  | Emil Hegle Svendsen                                                        |
|                                                                                      |                       |                                                                                      |                                                                                 |                                                                            |

| 7. Oslo-Holmenkollen (27 février 2013 - 3 mars 2013) |                       |                 |                 |                    |
| Date                                                 | Épreuve               | Vainqueur       | Second          | Troisième          |
| 28/2/2013                                            | Sprint (10 km)        | Tarjei Bø       | Martin Fourcade | Andriy Deryzemlya  |
| 2/3/2013                                             | Poursuite (12,5 km)   | Martin Fourcade | Tarjei Bø       | Aleksandr Loguinov |
| 3/3/2013                                             | Départ Groupé (15 km) | Ondřej Moravec  | Martin Fourcade | Erik Lesser        |

| 8. Sotchi (4 mars 2013 - 10 mars 2013) |                     |                                                                                 |                                                                            |                                                                          |
| Date                                   | Épreuve             | Vainqueur                                                                       | Second                                                                     | Troisième                                                                |
| 7/3/2013                               | Individuel (20 km)  | Martin Fourcade                                                                 | Andreas Birnbacher                                                         | Serhiy Semenov                                                           |
| 9/3/2013                               | Sprint (10 km)      | Martin Fourcade                                                                 | Evgeny Ustyugov                                                            | Henrik L'Abée-Lund                                                       |
| 10/3/2013                              | Relais (4 × 7,5 km) | Russie- Anton Shipulin - Aleksandr Loguinov - Dmitry Malyshko - Evgeny Ustyugov | Allemagne- Erik Lesser - Andreas Birnbacher - Arnd Peiffer - Benedikt Doll | Tchéquie- Michal Šlesingr - Jaroslav Soukup - Vit Janov - Ondřej Moravec |

| 9. Khanty-Mansiïsk (11 mars 2013 - 17 mars 2013) |                       |                  |                      |                                 |
| Date                                             | Épreuve               | Vainqueur        | Second               | Troisième                       |
| 15/3/2013                                        | Sprint (10 km)        | Martin Fourcade  | Lukas Hofer          | Andreas Birnbacher              |
| 16/3/2013                                        | Poursuite (12,5 km)   | Christoph Sumann | Simon Fourcade       | Martin Fourcade Michal Šlesingr |
| 17/3/2013                                        | Départ Groupé (15 km) | Martin Fourcade  | Dominik Landertinger | Emil Hegle Svendsen             |

### Mixte
| 1. Östersund (24 novembre 2012 - 2 décembre 2012) |                             |                                                                           |                                                                                     |                                                                                     |
| Date                                              | Épreuve                     | Vainqueur                                                                 | Second                                                                              | Troisième                                                                           |
| 25/11/2012                                        | Relais (2 × 6 + 2 × 7,5 km) | Russie - Olga Zaïtseva - Olga Vilukhina - Alexey Volkov - Evgeny Ustyugov | Norvège - Tora Berger - Synnøve Solemdal - Erlend Bjøntegaard - Emil Hegle Svendsen | Tchéquie - Veronika Vitková - Gabriela Soukalová - Michal Šlesingr - Ondřej Moravec |

|                                                                                      |                             |                                                                            |                                                                                  |                                                                                     |
| Championnats du monde 2013 à Nové Město na Moravě (6 février 2013 - 17 février 2013) |                             |                                                                            |                                                                                  |                                                                                     |
| Date                                                                                 | Épreuve                     | Vainqueur                                                                  | Second                                                                           | Troisième                                                                           |
| 7/2/2012                                                                             | Relais (2 × 6 + 2 × 7,5 km) | Norvège - Tora Berger - Synnøve Solemdal - Tarjei Bø - Emil Hegle Svendsen | France - Marie-Laure Brunet - Marie Dorin-Habert - Alexis Bœuf - Martin Fourcade | Tchéquie - Veronika Vitková - Gabriela Soukalová - Jaroslav Soukup - Ondřej Moravec |
|                                                                                      |                             |                                                                            |                                                                                  |                                                                                     |